# Unaysaure
L'unaysaure (Unaysaurus, tup. “llangardaix d'Aigua Negra”) és un gènere de dinosaure herbívor sauropodomorf plateosàurid, que va viure en el Triàsic superior (fa aproximadament entre 225 i 210 milions d'anys, descobert al sud del Brasil, al geoparc de Paleorrota, l'any 1998, i anunciat en roda de premsa el dijous 3 de desembre de 2004, és un dels dinosaures més antics coneguts. Està estretament relacionat amb els dinosaures plateosàurids trobats a Alemanya, la qual cosa indica que era relativament fàcil que les espècies s'estenguessin per la massa gegant de l'època, el supercontinent de Pangea.
L'unaysaure, és un prosauròpode bípede, emparentat amb el plateosaure alemany. A diferència d'aquest, era de menor grandària, aconseguint solament els 2,50 metres de llarg, 0,80 d'alt i un pes proper als 70 quilograms. A més es diferencia, encara dels prosauròpodes oposats a l'Argentina, pels seus particulars característiques craneanes.

## Història
Les restes fòssils d'unaysaure, un esquelet gairebé complet articulat, foren trobats en les proximitats de la ciutat Santa Maria, en l'Estat de Rio Grande do Sul, en la Formació Caturrita, en el geoparc Paleorrota. Amb aquest descobriment i la del parentiu amb els dinosaures d'Europa, es reforça la hipòtesi que fa milions d'anys els diferents continents formaven un solament anomenat Pangea, permetent als animals moure's per tots costats. En el període en què va viure l'unaysaure, Brasil estava unit al nord-oest d'Àfrica. Fou trobat en la mateixa formació que el sauropodomorf primitiu Saturnalia i també a Sud-amèrica s'ha trobat l'Eoraptor, considerat avui el primer dinosaure, la qual cosa suggereix que l'origen d'aquests hagi estat en aquest lloc.
Unaysaurus és el primer prosauròpode oposat al Brasil, compartint lloc amb l'estauricosaure i el també probablement prosauròpode Teyuwasu.
Es van recollir en el Lloc Paleontològic d'Água Negra.